# Наукова діяльність Національного університету «Одеська юридична академія»
Наукова діяльність Національного університету «Одеська юридична академія» — індивідуальна та колективна діяльність наукових і науково-педагогічних працівників Національного університету «Одеська юридична академія» і наукова діяльність здобувачів вищої освіти цього закладу освіти.

## Фундаментальна юриспруденція
- кафедра загальнотеоретичної юриспруденції. Завідувачем кафедри є доктор юридичних наук, професор Оборотов Юрій Миколайович. Також на кафедрі працюють доктори юридичних наук, професори Крижановський Анатолій Федорович, Завальнюк Володимир Васильович, Дудченко Валентина Віталіївна, Крестовська Наталя Миколаївна, Мельничук Ольга Степанівна, доктор мистецтвознавства, член Національної спілки театральних діячів України, професор Овчиннікова Альбіна Петрівна, кандидат юридичних наук, Заслужений юрист України, військовий прокурор Західного регіону України, військовий прокурор Південного регіону України, засновник порталу «Українське право», генерал-майор юстиції, доцент Богуцький Павло Петрович;
- кафедра історії держави і права. Завідувачем кафедри є доктор юридичних наук, професор Аніщук Ніна Володимирівна. Також на кафедрі працює проректор з навчальної роботи, кандидат юридичних наук, професор Аракелян Мінас Рамзесович;

## Публічне право
- кафедра адміністративного та фінансового права. Завідувачем кафедри є доктор юридичних наук, професор Біла-Тіунова Любов Романівна. Також на кафедрі працюють доктори юридичних наук, професори Ківалов Сергій Васильович, Пахомов Іван Микитович, Латковська Тамара Анатоліївна, Нестеренко Алла Станіславівна.
- кафедра конституційного права. Завідувачем кафедри є доктор юридичних наук, професор Афанасьєва Мар'яна Володимирівна. Також на кафедрі працює доктор юридичних наук, професор Мішина Наталя Вікторівна;
- кафедра морського та митного права. Завідувачем кафедри є доктор юридичних наук, професор Кормич Борис Анатолійович. Також на кафедрі працюють доктори юридичних наук, професори Додін Євген Васильович, Федотов Олексій Павлович;
- кафедра організації судових, правоохоронних органів та адвокатури. Завідувачем кафедри є доктор юридичних наук, доцент, секретар дисциплінарної палати кваліфікаційно-дисциплінарної комісії адвокатури Одеської області Бакаянова Нана Мезенівна. Також на кафедрі працюють[1] доктор юридичних наук, професор Долежан Валентин Володимирович, доктор юридичних наук, професор Косюта Михайло Васильович, проректор з методичної та виховної роботи, кандидат юридичних наук, професор Полянський Юрій Євгенович, Голова Ради адвокатів Одеської області, віце-президент Спілки адвокатів України, віце-президент Міжнародного союзу (співдружності) адвокатів Бронз Йосип Львович;

## Приватне право
- кафедра цивільного права. Завідувачем кафедри є доктор юридичних наук, професор Харитонов Євген Олегович;
- кафедра цивільного процесу. Завідувачем кафедри є доктор юридичних наук, професор Голубєва Неллі Юріївна;
- кафедра господарського права і процесу. Завідувачем кафедри є доктор юридичних наук, професор Подцерковний Олег Петрович. Також на кафедрі працює доктор юридичних наук, доктор фізико-математичних наук, професор Василенко Микола Дмитрович.
- кафедра права інтелектуальної власності та корпоративного права. Завідувачем кафедри є доктор юридичних наук, професор Харитонова Олена Іванівна. Також на кафедрі працюють проректор з наукової роботи, доктор юридичних наук, доцент Ульянова Галина Олексіївна, заступник голови Київського районного суду міста Одеси Петренко Володимир Сергійович.
- кафедра трудового права та права соціального забезпечення. Завідувачем кафедри є доктор юридичних наук, професор Лагутіна Ірина Вікторівна. Також на кафедрі працюють доктори юридичних наук, професори Чанишева Галія Інсафівна, Хуторян Наталія Миколаївна;
- кафедра аграрного, земельного та екологічного права. Завідувачем кафедри є доктор юридичних наук, доцент Харитонова Тетяна Євгенівна;

## Кримінальна юриспруденція
- кафедра кримінального права. Завідувачем кафедри є доктор юридичних наук, професор Стрельцов Євген Львович. Також на кафедрі працюють доктори юридичних наук, професори Туляков Вячеслав Олексійович, Полянський Євген Юрійович;
- кафедра кримінального процесу. Завідувачем кафедри є доктор юридичних наук, доцент Гловюк Ірина Василівна. Також на кафедрі працюють доктор юридичних наук, професор Аленін Юрій Павлович;
- кафедра криміналістики. Завідувачем кафедри є доктор юридичних наук, професор Тіщенко Валерій Володимирович. Також на кафедрі працюють доктор юридичних наук, професор Аркуша Лариса Ігорівна та доктор медичних наук, професор Нетудихатка Олег Юрійович.
- кафедра кримінології та кримінально-виконавчого права. Завідувачем кафедри є доктор юридичних наук, професор Дрьомін Віктор Миколайович;

## Міжнародне право
- кафедра міжнародного права та міжнародних відносин. Завідувачем кафедри є доктор юридичних наук, професор Зелінська Наталія Анатоліївна. Також на кафедрі працює доктор юридичних наук, доцент Андрейченко Світлана Сергіївна;
- кафедра права Європейського Союзу та порівняльного правознавства. Завідувачем кафедри є доктор юридичних наук, професор Бехруз Хашматулла. Також на кафедрі працюють доктори юридичних наук, професори Анцупова Тетяна Олександрівна, Василенко Микола Дмитрович, Дамірлі Мехман Алішах огли;

## Лінгвістика
- кафедра іноземних мов № 1. Завідувачем кафедри є кандидат педагогічних наук, доцент Юлінецька Юлія Василівна.
- кафедра іноземних мов № 2. Завідувачем кафедри є доктор філологічних наук, професор Петлюченко Наталія Володимирівна. Також на кафедрі працює доктор філологічних наук, професор Таранець Валентин Григорович. На базі кафедри іноземних мов № 2[2] видається науковий періодичний журнал «Одеський лінгвістичний вісник»[3] (визнано фаховим науковим виданням[4], індексується базою Index Copernicus[5]).

## Дослідження в інших галузях
- кафедра національної економіки. Завідувачем кафедри є доктор економічних наук, професор Кібік Ольга Миколаївна.

## Власне наукова діяльність
Серед наукових досягнень найвідоміших вчених університету слід відзначити такі:
- Є. В. Додін розробив теорії доказів і доказування в адміністративному процесі та брав участь у створенні нових напрямків адміністративної деліктології, митного та морського права[6]
- Ю. М. Оборотов відомий нестандартним підходом до традиційних проблем загальної теорії права, обґрунтуванням використання терміна «загальнотеоретична юриспруденція» замість «теорія держави і права», доведенням її креативності, пошуками ідей толерантності у праві, ментальних особливостей правової системи України тощо[7][8]
- М. П. Орзіх був автором наукових праць 1960—80-х років про людський вимір права, які супроводжували демократичний рух шістдесятників у нашій державі; став співфундатором людиноцентричної переорієнтації вітчизняної теорії права[9]; був співавтором введення до вітчизняного категорійного апарату термінів «конституціоналізм», «соціальне замовлення», «територіальний колектив» тощо[10]; був автором-виконавцем й експертом щодо проектів Конституції СРСР 1977 p., Конституції УРСР 1978 p., Конституції України[11][12][13]
- В. О. Туляков написав першу у країнах-підписантах Договору про утворення СНД монографію, присвячену загальнотеоретичним засадам кримінальної віктимології[14], брав участь у підготовці проектів законів України «Про відмивання коштів, здобутих злочинним шляхом», «Про охорону прав потерпілих від злочинів», «Про внесення змін до Кримінального та Кримінально-процесуального кодексів України», а також у проведенні наукових експертиз стосовно пакету проектів законів України[15]; є суддею ad hoc Європейського суду з прав людини[16]
- Є. О. Харитонов започаткував наукову школу дослідження проблем рецепції римського приватного права у цивільне право України, є ініціатором створення Центру вивчення римського права і похідних правових систем, читав лекції у Міжнародній школі римського права у Варшаві[17]; його монографію «Приватне право Європи: західна традиція» було передано Папі Івану Павлу II, за що було отримано Благословіння та подяку[18]. Також вчений брав участь у підготовці проектів Житлового кодексу України, Цивільного кодексу України, у проведенні наукової експертизи проекту закону України про нотаріат[19]
- О. Ю. Нетудихатка є автором 10 державних санітарних правил і норм і понад 30 винаходів, посвідчених авторськими свідоцтвами та патентами — зокрема, пристрою для визначення пильності оператора (2012), способу ідентифікації часу нанесення рани (2011), способу визначення віку дитини (2011), способу експертизи віку людини (2010), способу визначення фізичної активності (2010), способу визначення віку трупа (2008) тощо[20]

Науковці університету беруть участь у виданні енциклопедичних видань. Так, у виданні тому 2 Великої української юридичної енциклопедії взяли участь доктори юридичних наук, професори Ю. М. Оборотов (член редакційної колегії 2-го тому, автор 3-х і співавтор 4-х статей), Н. М. Крестовська (авторка 8 статей), О. С. Мельничук (авторка 2 статей), М. Дамірлі (автор 1-ї і співавтор 1-ї статті), кандидати юридичних наук К. В. Горобець (автор 7-и та співавтор 3-х статей), І. С. Кривцова (співавторка 1 статті), Ю. В. Хижняк (співавторка 1 статті), О. М. Палій (авторка 1 статті).
Монографії та підручники науковців НУ «ОЮА» неодноразово визнавалися найкращими:
- у номінації «наукові досягнення в галузі освіти» доктори юридичних наук, професори В. В. Долежан, С. В. Ківалов, М. В. Косюта, кандидат юридичних наук, професор, проректор НУ «ОЮА» Ю. Є. Полянський стали лауреатами Державної премії України в галузі освіти за цикл робіт «Комплекс наукових досліджень проблем судово-правової реформи в Україні у 2001—2011 роках та їх використання у фаховій підготовці юристів»[22].
- у другому Всеукраїнському конкурсі на краще юридичне видання 1998—1999 рр. у номінації «Юридичні монографічні видання» другу премію присуджено «за новизну аналізу правових засобів забезпечення конкурентних процесів в економіці, правового регулювання конкурентних відносин в країнах з ринковою економікою і державах перехідного періоду» — Н. О. Саніахметовій[23]; за широке висвітлення важливих питань з історії приватного права — Є. О. Харитонову[24]; у номінації «Юридичні підручники» спеціальну відзнаку присуджено «за новизну і оригінальність видання» О. О. Погрібному та І. І. Каракашу[25]; у номінації «Навчальні посібники (практикуми, курси лекцій, хрестоматії та ін.)» присуджено другу премію «за ґрунтовність викладу та високе практичне значення» — Н. О. Саніахметовій[26], третю премію «за актуальність та високе значення в навчальному процесі» — П. П. Музиченку[27], Г. І. Чанишевій, Н. Б. Болотіній, Т. М. Додіній[28], спеціальну відзнаку «за оригінальний авторський підхід до дослідження проблеми» — Л. В. Багрію-Шахматову[29]; у номінації «Науково-популярні, науково-практичні і довідкові видання в галузі права (збірники нормативних актів, коментарі, довідники та ін.)» третю премію присуджено «за високе науково-практичне значення видання, яке сприяє правильному застосуванню законодавства та розраховане на широке коло читачів» І. М. Сироті[30], а спеціальну відзнаку — Є. О. Харитонову — за редакцію науково-практичного коментаря до Цивільного кодексу України[31]; у номінації «Періодичні юридичні видання, часописи тощо» третю премію «за високий рівень публікацій науково-публіцистичної спрямованості журналу „Юридичний вісник“» присуджено головному редактору журналу М. П. Орзіху та члену редакційної колегії С. В. Ківалову[32]
- монографія Є. О. Харитонова «История частного (гражданского) права Европы. Книга І» отримала грант Фонду «Відродження» для підготовки її видання українською мовою. Серед інших нагород Є. О. Харитонова за видання — «Краще юридичне видання 2000—2001 рр.» на IV Всеукраїнському конкурсі на краще юридичне видання та перемога у номінації «Навчальні посібники (практикуми, курси лекцій, хрестоматії та ін.)» на VI Всеукраїнському конкурсі на краще юридичне видання[33]
- у 2000 році підручник «Трудове право України» одержує другу премію у третьому Всеукраїнському конкурсі на краще юридичне видання[34]
- підручнику «Адміністративне право України»[35] присуджено першу премію V Всеукраїнського конкурсу в номінації «Юридичні підручники» за «глибокий науковий аналіз основних принципів адміністративного права»[36][37].

## Південний регіональний центр НАПрНУ

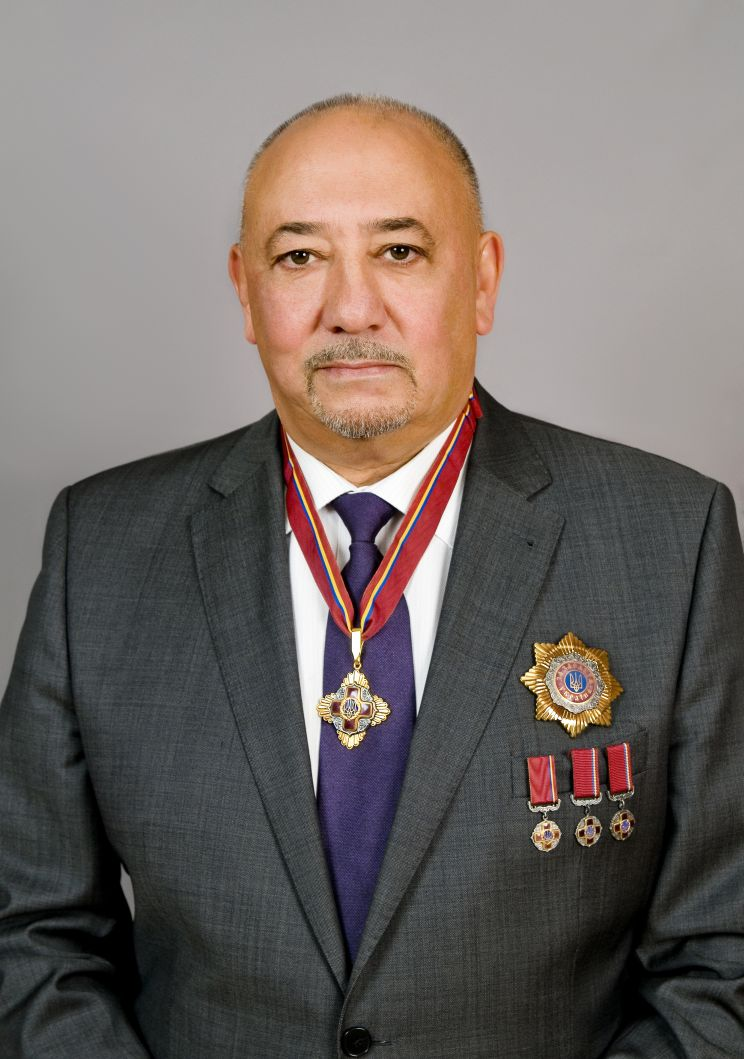
Завідувач кафедри кримінального права, вчений секретар Південного регіонального центру НАПрНУ Євген Стрельцов

З метою сприяння подальшому комплексному розвитку правової науки, підвищення ефективності наукових досліджень у галузі права, координації діяльності наукових установ і закладів вищої освіти юридичного профілю у розробленні наукових проблем, які мають важливе значення для розвитку Південного регіону України, Указом Президента України № 635/2010 від 21 травня 2010 року на базі Національного університету «Одеська юридична академія» було створено Південний регіональний центр Національної академії правових наук України (ПРЦ НАПрН України).
Діяльність ПРЦ поширюється на Південний регіон, до складу якого зараз входять Кіровоградська, Миколаївська, Одеська та Херсонська області. ПРЦ є єдиним центром у складі Національної академії правових наук України, який має затверджену наукову тему (з 2013 року ПРЦ розробляє наукову тему № 86/16 «Актуальні напрямки розвитку юридичної науки для подальшого розвитку регіонів України», затверджену Президією НАПрН України 18 жовтня 2013 року). Також ПРЦ є єдиним центром у складі НАПрН України, який має фаховий науковий журнал, а саме «Вісник Південного регіонального центру Національної академії правових наук України».

## Наукові звання
Наукова діяльність у Національному університеті «Одеська юридична академія» провадиться, передусім, академіками, членами-кореспондентами академій наук і докторами та кандидатами наук. Так, академіком Національної академії правових наук України, академіком Національної академії педагогічних наук України є С. В. Ківалов. Також він є членом Науково-консультативної ради при Вищому адміністративному суді України.
Членами-кореспондентами НАПрНУ є такі науковці НУ «ОЮА», доктори юридичних наук, професори, як: завідувач кафедри кримінального процесу до вересня 2016 р. Ю. П. Аленін, завідувач кафедри кримінології та кримінально-виконавчого права В. М. Дрьомін, професор кафедри загальнотеоретичної юриспруденції А. Ф. Крижановський, завідувач кафедри загальнотеоретичної юриспруденції Ю. М. Оборотов, завідувач кафедри господарського права і процесу О. П. Подцерковний, завідувач кафедри кримінального права Є. Л. Стрельцов, завідувач кафедри криміналістики В. В. Тіщенко, проректор з міжнародних зв'язків В. О. Туляков, завідувач кафедри цивільного права Є. О. Харитонов, завідувач кафедри права інтелектуальної власності та корпоративного права О. І. Харитонов, декан соціально-правового факультету Г. І. Чанишева.
Академіками та членами-кореспондентами інших академій наук є такі науковці НУ «ОЮА», як: член-кореспондент Міжнародної академії порівняльного правознавства Х. Бехруз, член-кореспондент Академії наук вищої освіти України, академік Міжнародної академії інформатизації М. Д. Василенко, член-кореспондент Міжнародної академії порівняльного правознавства М. Дамірлі, академік Аерокосмічної академії України, заслужений винахідник України О. Ю. Нетудихатка, завідувач кафедри конституційного права (до 2011 р.), дійсний член (академік) Академії правових наук України та її першої Президії й академік-секретар фахового відділення, академік Української академії політичних наук, Української академії наук національного прогресу, академік–співзасновник Української муніципальної академії М. П. Орзіх, директор Інституту інтелектуальної власності НУ «ОЮА» (до 2015), член-кореспондент Національної академії педагогічних наук України В. Д. Пархоменко, декан факультету заочного навчання № 2, член-кореспондент Академії наук вищої освіти України Б. А. Пережняк, академік Академії наук вищої школи України Т. В. Розова.
Завідувач кафедри кримінального права НУ «ОЮА» Є. Л. Стрельцов є віце-президентом Кримінологічної асоціації України.

## Співпраця з органами влади
Доктори юридичних наук, професори О. П. Подцерковний, О. І. Харитонова, Н. Ю. Голубєва, Р. М. Мінченко, Є. О. Харитонов є членами Науково-консультативної ради при Верховному Суді України. Доктори юридичних наук, професори С. В. Ківалов, Г. І. Чанишева, В. В. Долежан є членами Науково-консультативної ради Вищого спеціалізованого суду України з розгляду цивільних і кримінальних справ. Доктори юридичних наук, професори Л. Р. Біла-Тіунова, І. І. Каракаш, О. П. Подцерковний, Є. О. Харитонов, О. І. Харитонова є членами Науково-консультативної ради Вищого господарського суду України.
Науковці НУ «ОЮА» беруть участь у доктринальному забезпеченні нормотворчої та правозастосовної діяльності. Зокрема, щороку готується низка законопроектів і пропозицій щодо їх вдосконалення та понад 100 наукових висновків на запити Верховної Ради України, Конституційного Суду України, Верховного Суду України, Вищого спеціалізованого суду України з розгляду цивільних і кримінальних справ, Вищого господарського суду України, Генеральної прокуратури України, Міністерства юстиції України, Одеської міської ради, Одеського апеляційного господарського суду, Державної служби інтелектуальної власності України, Державної пенітенціарної служби України, Міністерства закордонних справ України, Служби безпеки України тощо.
Крім того, вчені НУ «ОЮА» запрошуються для участі у робочих групах і комісіях із розробки проектів нормативних актів. Так, доктори юридичних наук, професори А. Р. Крусян та О. П. Подцерковний є членами Конституційної комісії (з 2015 р.), М. В. Афанасьєва, С. В. Ківалов та А. Р. Крусян були членами Конституційної Асамблеї (2012—2014). Членами Комісії зі зміцнення демократії та утвердження верховенства права (2010—2015) були О. К. Вишняков, В. В. Долежан, С. В. Ківалов. Членами Робочої групи з питань судової реформи (2010—2014) були В. В. Долежан, В. В. Завальнюк, С. В. Ківалов. Доценти кафедри міжнародного права та міжнародних відносин НУ «ОЮА» Т. Р. Короткий та Н. В. Хендель є членами Міжвідомчої комісії з імплементації в Україні міжнародного гуманітарного права.
У 2016 році за дорученням Міністерства освіти і науки України вченими НУ «ОЮА» було розроблено проект змін до Кодексу законів про працю України та проекту Трудового кодексу України, які надають можливість впровадити у трудове законодавство положення статей 6 та 10 Закону України «Про наукову і науково-технічну діяльність» у частині щодо гнучкого та дистанційного режиму робочого часу для науковців.
Крім того, наукові розробки впроваджуються у законодавство та практику правозастосування — лише за 2016 рік впроваджено Головного департаменту інформаційної політики Адміністрації Президента України, Департаменту інформації та комунікацій з громадськістю секретаріату Кабінету Міністрів України, Державної служби інтелектуальної власності України, Державного комітету телебачення і радіомовлення України, Комітету Верховної Ради України з питань податкової та митної політики тощо.

## Співпраця з вишами
Професор Анцупова Тетяна Олександрівна, будучи експертом із права Ради Європи та керівником секції європейського права прав людини Української асоціації європейських студій, створеної при кафедрі права ЄС і порівняльного правознавства НУ «ОЮА», запрошується для читання лекцій на кафедру права Європейського Союзу ім. Жана Моне Києво-Могилянської академії.
Співавторами підручника з права ЄС 2017 року, рекомендованого вченою радою Національного університету «Києво-Могилянська Академія», стали О. К. Вишняков, Т. О. Анцупова та Б. А. Кормич.

## Підготовка наукових кадрів
Основними формами підготовки наукових кадрів є аспірантура та докторантура. Аспірантура університету має ліцензію на проведення освітньої діяльності зі спеціальностей: 081 — право; 082 — міжнародне право; 052— політологія; 033 — філософія. Спеціальність «право» має чотири спеціалізації: «Фундаментальна юриспруденція», «Публічне право», «Приватне право та підприємництво» та «Кримінальна юстиція».

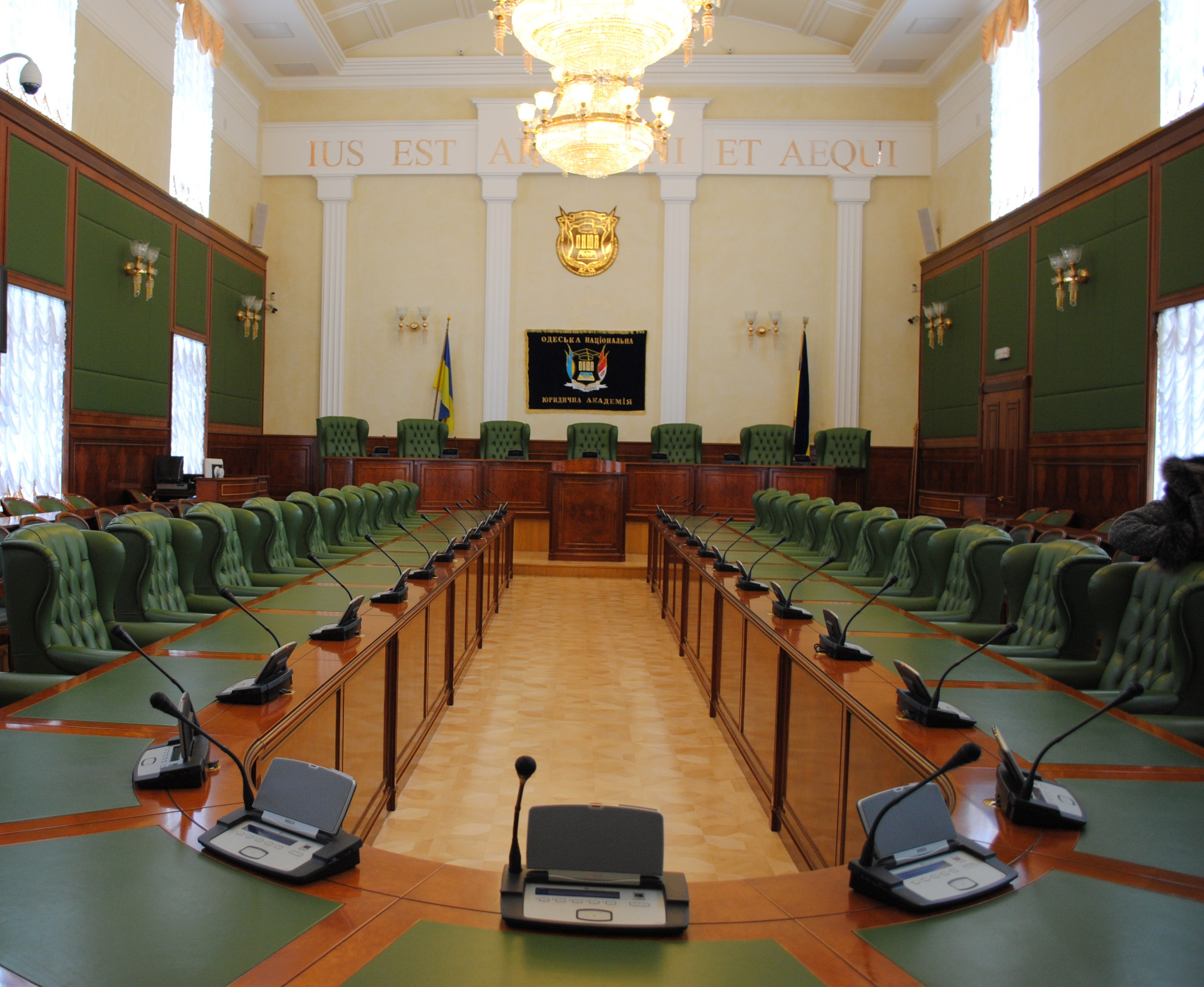
Зала засідань вченої ради

В університеті діють чотири спеціалізовані вчені ради із захисту дисертацій на здобуття наукового ступеня доктора (кандидата) юридичних наук за всіма юридичними спеціальностями:
- спеціалізована вчена рада Д41.086.01 — зі спеціальностей: 12.00.01 — теорія та історія держави і права, історія політичних та правових учень; 12.00.02 — конституційне право, муніципальне право; 12.00.07 — адміністративне право і процес, фінансове право, інформаційне право; 12.00.10 — судоустрій, прокуратура та адвокатура[70].
- спеціалізована вчена рада Д41.086.03 — зі спеціальностей: 12.00.03 — цивільне право і цивільний процес, сімейне право, міжнародне приватне право; 12.00.05 — трудове право, право соціального забезпечення; 12.00.08 — кримінальне право та кримінологія, кримінально-виконавче право; 12.00.09 — кримінальний процес та криміналістика, судова експертиза[70].
- спеціалізована вчена рада Д41.086.04 — зі спеціальностей: 12.00.04 — господарське право, господарсько-процесуальне право; 12.00.11 — міжнародне право; 12.00.12 — філософія права.
- спеціалізована вчена рада СРД 41.086.05 — із обмеженим доступом зі спеціальностей: 12.00.07 — адміністративне право та процес, фінансове право, інформаційне право; 12.00.09 — кримінальний процес та криміналістика, судова експертиза, оперативно-розшукова діяльність.

У спеціалізованих вчених радах НУ «ОЮА» захищали дисертації такі відомі державники, як Президент України П. О. Порошенко, суддя Конституційного Суду Азербайджану, член Міжнародного комітету запобігання катуваннямД. Я. Гараджаєв, народний депутат України V, VI, VII та VIII скликань, представник Президента України у Верховній Раді України Р. П. Князевич, Генеральний прокурор України (2005—2007, 2007—2010) О. І. Медведько, суддя Конституційного Суду України В. В. Кривенко, народний депутат України III, IV, VI та VIII скликань В. Й. Развадовський, народний депутат Верховної Ради України VIII скликання, міський голова Дніпра Б. А. Філатов, народний депутат України V та VI скликань, голова Вищого спеціалізованого суду України з розгляду цивільних і кримінальних справ (2010—2012), суддя Верховного Суду України Л. І. Фесенко, секретар Пленуму та член президії Верховного Суду України Ю. Л. Сенін, перший заступник Голови Союзу юристів України, суддя Вищого спеціалізованого суду України з розгляду цивільних і кримінальних справ В. М. Колесниченко.
Університет є видавцем найбільшої з юридичних наук кількості наукових видань, які входять до затвердженого переліку фахових наукових видань, затверджених МОН України: «Актуальні проблеми держави і права», «Актуальні проблеми політики», «Юридичний вісник», "Наукові праці Національного університету «Одеська юридична академія», «Lex Portus», «Часопис цивілістики», «Прикарпатський юридичний вісник», "Вісник Чернівецького факультету Національного університету «Одеська юридична академія». Наукове видання «Юридичний вісник» індексується базою Index Copernicus.

У Національному університеті «Одеська юридична академія» діє студентське наукове товариство, яке займається організацією наукових заходів: міжнародних, всеукраїнських та локальних конференцій, брейн-рингів, олімпіад, круглих столів тощо.
Одним із найвідоміших є академічний і всеукраїнський брейн-ринги «Знавці Конституції». Учасникам ставляться запитання про зміст Конституції України, історію розробки й ухвалення її положень і внесення змін. Завдання вимагають не лише відмінного знання Конституції Україні, а й застосування логіки та творчого підходу, а рівень складності завдань відомий в Україні.
Вісім студентів НУ «ОЮА» стали переможцями Всеукраїнського конкурсу студентських наукових робіт з юридичних наук у 2016/2017 навчальному році, а одна студентка — з журналістики.
| Кількість переможців                                                                              | 2010 | 2011 | 2012 | 2013 | 2014 | 2015 | 2016 | 2017 |
| ------------------------------------------------------------------------------------------------- | ---- | ---- | ---- | ---- | ---- | ---- | ---- | ---- |
| Всеукраїнського конкурсу студентських наукових робіт                                              | 6    | 2    | 10   | 8    | 8    | 7    | 9    | 9    |
| Всеукраїнських студентських олімпіад                                                              | 3    | 1    | 2    |      | 2    | 1    |      | 4    |
| Міжнародного мовно-літературного конкурсу учнівської та студентської молоді імені Тараса Шевченка |      |      | 3    |      | 1    | 2    |      |      |